# ماساو آبي
ماساو آبي (باليابانية: 阿部正雄؛ بالكانا: あべ まさお) هو فيلسوف وبروفيسور ياباني، ولد في 1915 في أوساكا في اليابان، وتوفي في 10 سبتمبر 2006.